# Mimasaka (Okayama)
Mimasaka (美作市 Mimasaka-shi?) es una ciudad localizada en la provincia de Mimasaka, prefectura de Okayama (Japón). En junio de 2019 tenía una población estimada de 26.139 habitantes y una densidad de población de 60,9 personas por km². Su área total es de 429,29 km².

## Geografía

### Localidades circundantes
- Prefectura de Okayama
  - Bizen
  - Misaki
  - Nagi
  - Nishiawakura
  - Shōō
  - Wake
- Prefectura de Hyōgo
  - Sayō
  - Shisō
- Prefectura de Tottori
  - Chizu

## Demografía
Según los datos del censo japonés, esta es la población de Mimasaka en los últimos años.
| Año del censo | Población |
| ------------- | --------- |
| 1995          | 36.140    |
| 2000          | 34.577    |
| 2005          | 32.479    |
| 2010          | 30.498    |
| 2015          | 27.977    |

## Relaciones internacionales
Hermanamiento de Ōhara-chō (Japón) y Gleizé, (Francia) con la aprobación del alcalde de Mimasaka, Seiji Hagiwara.